# Suze ter Gast-Rosse

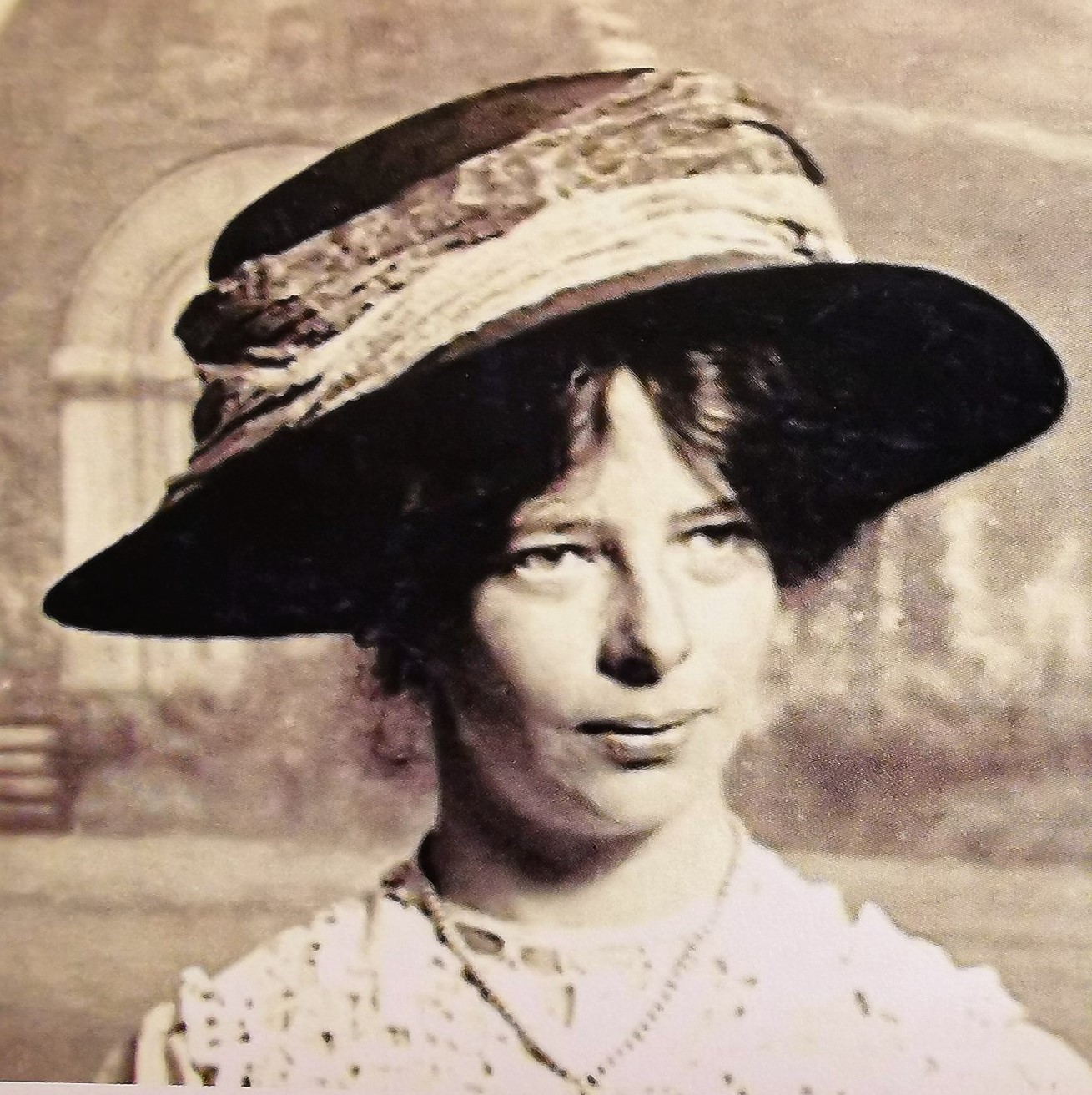
Suze ter Gast-Rosse, 1911

Bertha Susanna „Suze“ Rosse (* 1. September 1884 in Den Haag; † 17. April 1968 ebenda) war eine niederländische Malerin und Aquarellistin.

## Leben und Werk
Suze Rosse war die Tochter des Künstlers Carl Heinrich Hermann Richard Joseph Rosse (* 1857) und wuchs mit ihrem Bruder Hermann Rosse (1887–1965) in Den Haag auf. Sie erhielt eine umfassende kunsthistorische Ausbildung. Von 1907 bis 1908 besuchte sie die Teekenschool voor de Kunstnijverheid (auch School voor Bouwkunde, Versierende Kunsten en Kunstambachten) in Haarlem, wo sie unter anderem von Samuel Jessurun de Mesquita unterrichtet wurde. Von 1908 bis 1910 studierte sie am Royal College of Art in London, außerdem ab 1910 an der Académie Colarossi in Paris und danach an der Koninklijke Academie van Beeldende Kunsten in Den Haag, die sie mit der Lehrbefähigung im Zeichnen abschloss.
Am 12. Januar 1911 heiratete Suze Rosse den Künstler Frans ter Gast (1880–1970) und lebte mit ihm wieder in Den Haag. Sie arbeitete als Porträt- und Landschaftsmalerin, Aquarellistin und Dekorationsgestalterin. Sie war Mitglied mehrerer Künstlervereinigungen und stellte ihre Werke auf den von ihnen organisierten Ausstellungen aus. In den Jahren 1959, 1961 und 1963 nahm sie bei der Internationalen Sommerakademie für Bildende Kunst Salzburg Unterricht bei Oskar Kokoschka. In späteren Jahren lebte das Paar in der Nieuwe Uitleg Nr. 20, wo beide eigene Ateliers hatten.
Suze Rosse schuf als Malerin und Aquarellistin Dünenlandschaften, weitere Landschaften, Stadtansichten und Porträts. Sie war Mitglied mehrerer Künstlervereinigungen, wie etwa der Schilderessenvereniging ODIS, ab 1939 von De Onafhankelijken und ab 1945 im Pulchri Studio.
2022 erhielt das RKD – Nederlands Instituut voor Kunstgeschiedenis (Niederländisches Institut für Kunstgeschichte) durch eine Schenkung das Archiv von Suze ter Gast-Rosse.

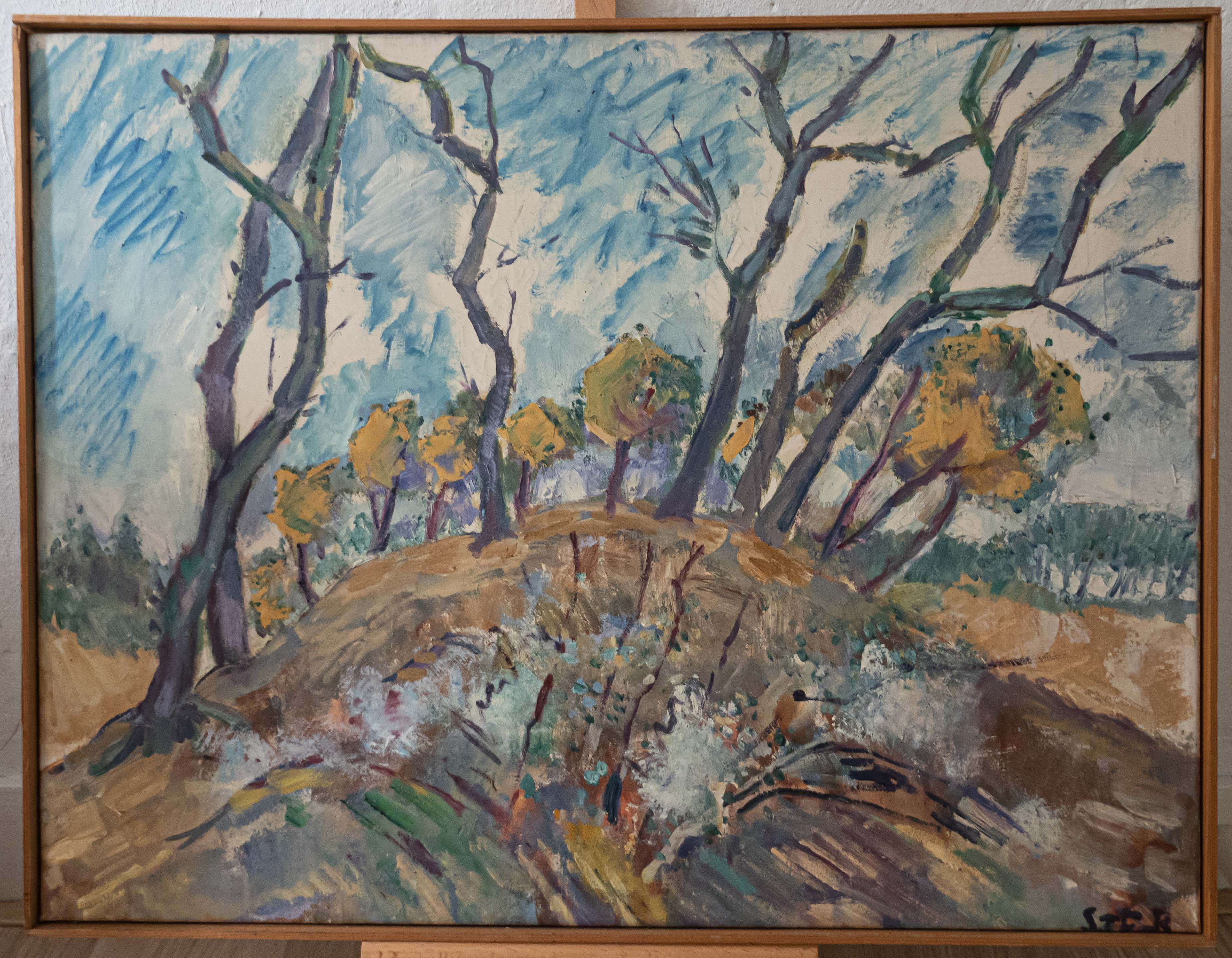
Landschap
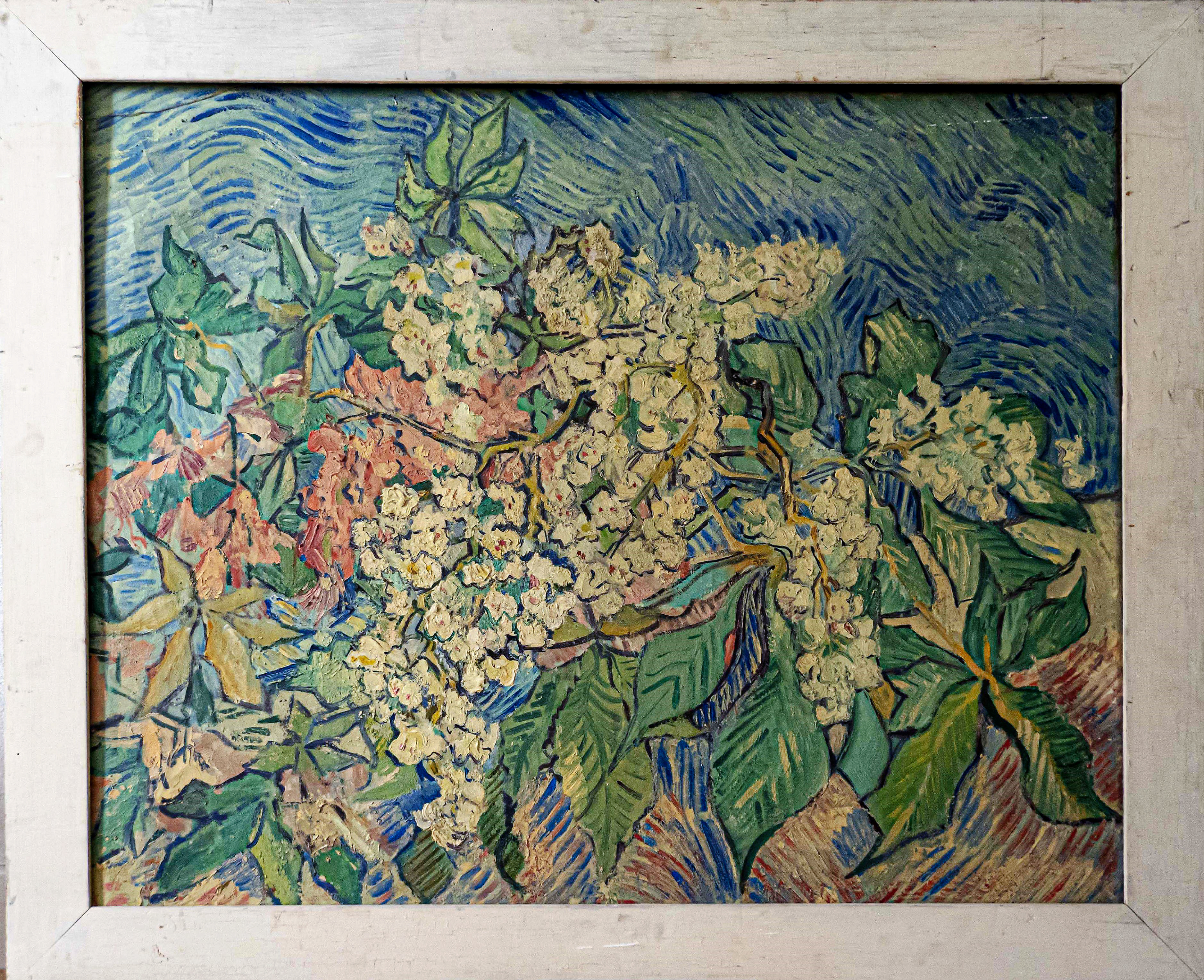
Hortensia
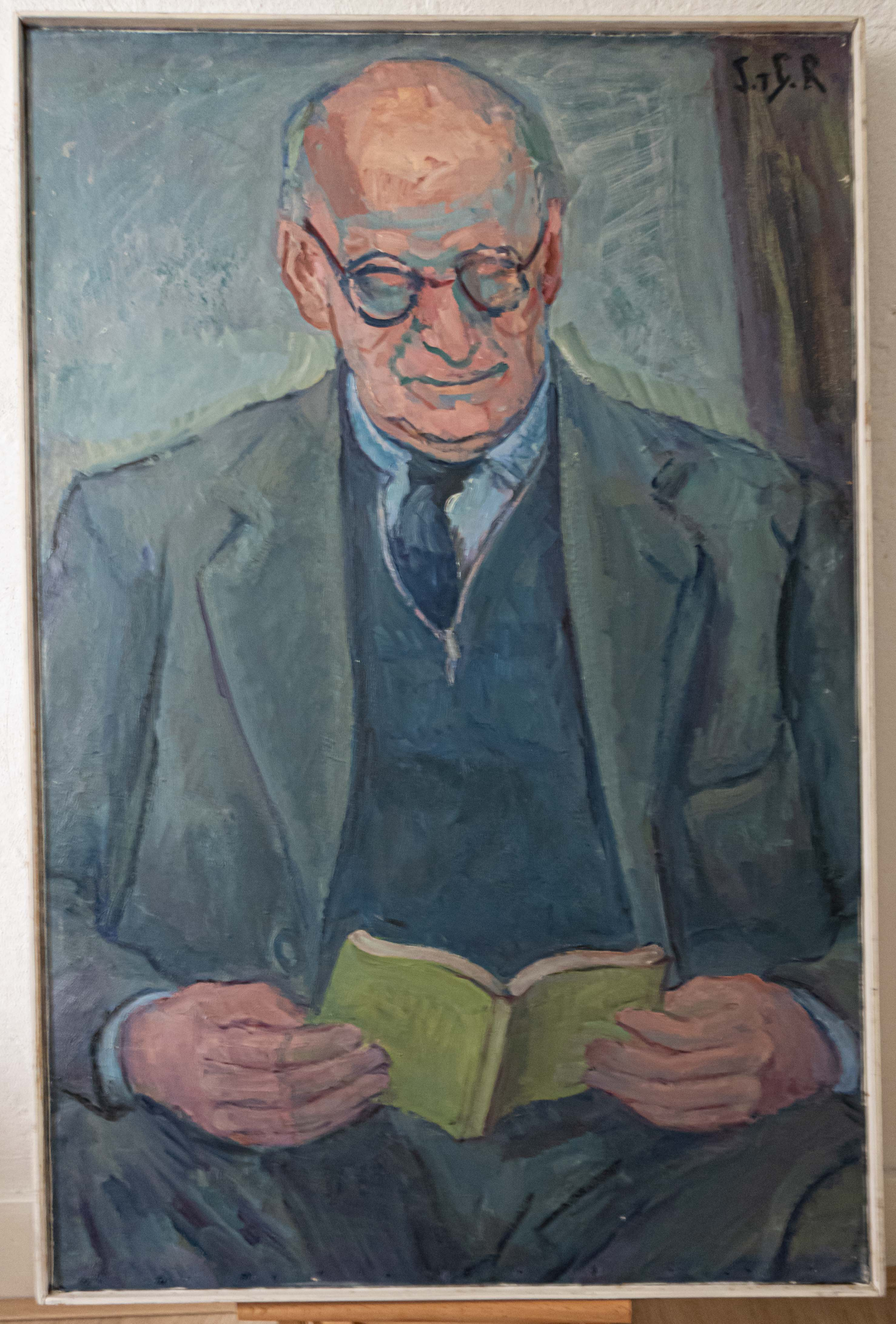
Portret Frans ter Gast
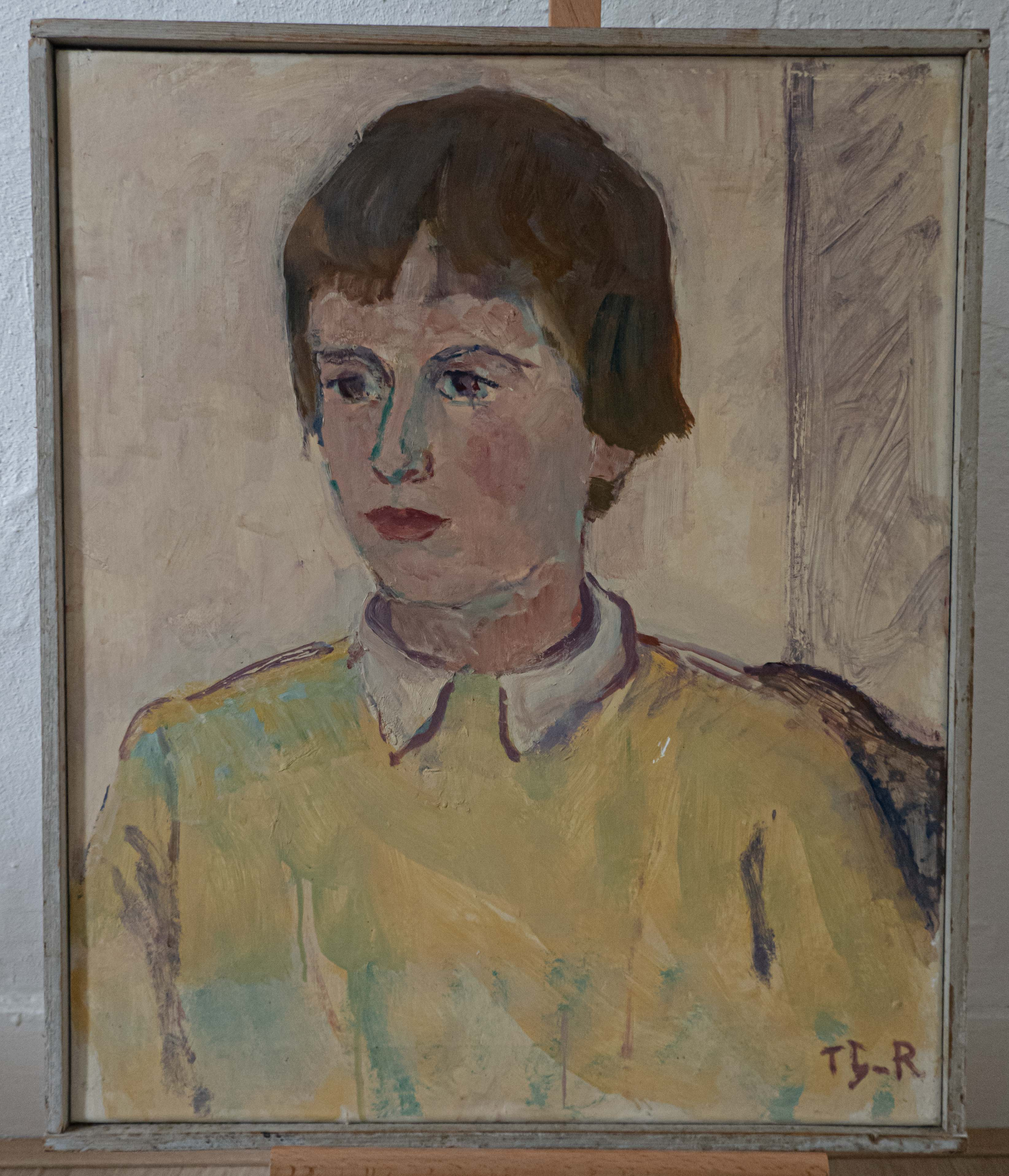
Portret Marty, um 1960

## Ausstellungen (Auswahl)
- 1932: Mitgliederausstellung Pulchri Studio
- 1939–1953: Jährliche Ausstellung der „Vereniging van Beeldende Kunstenaars De Onafhankelijken“, Stedelijk Museum Amsterdam und Museum Fodor Amsterdam[7]
- 1955: Mitgliederausstellung Pulchri Studio
- 1960: Mitgliederausstellung Pulchri Studio[2]